# Edward Stillingfleet
Edward Stillingfleet, född den 17 april 1635, död den 27 mars 1699, var en engelsk teolog och biskop i Worcester, farfar till Benjamin Stillingfleet. 
Stillingfleet blev under sin studietid i Cambridge påverkad av de arminianiserande högkyrkoteologerna kring ärkebiskop Laud (Chillingworth med flera), med deras krav på dogmatisk vidhjärtenhet mot alla, som ville underordna sig episkopalordningen: "comprehension". Stillingfleet gick ännu längre och sökte i sin viktiga skrift Irenicum (1659) åstadkomma en utjämning mellan presbyterianer, independenter och episkopaler; han fasthöll episkopalordningen, men frånkände den gudomlig rätt. 
Från 1657 var han kyrkoherde i Sutton, Bedfordshire och vann genom sin ädla personlighet och sina skrifter (bland andra ett anti-jesuitiskt försvar för Lauds statskyrka, 1664) sådant anseende, att han 1664 kallades till London, där han 1678 blev domprost i S:t Paul. Tidtals sökte Karl II forma sin religionspolitik efter Stillingfleets comprehension-ståndpunkt. 
Med Jakob II:s katolska politik kom Stillingfleet i strid; efter Jakobs störtande (1688) upphöjdes han till biskop av Worcester. Under de sista åren skadade han sitt anseende genom ett angrepp i flera skrifter mot Locke (1696-97). Genom att söka undvika dogmatismen och den därur härrörande intoleransen och i stället betona det väsentliga i kristendomen i arminiansk anda, det förnuftiga och praktiska, blev han liksom sin vän Tillotson vägröjare för Broad church och latitudinarismen. Richard Bentley utgav 1700-01 hans samlade skrifter, jämte en biografi.